# كارل دوسن وود
كارل دوسن وود (بالإنجليزية: Karl Dawson Wood)‏ هو مهندس فضاء جوي أمريكي، ولد في 27 سبتمبر 1898 في فورست جلان في الولايات المتحدة، وتوفي في 19 أبريل 1995.